# Barbara Villiers, hertiginna av Cleveland

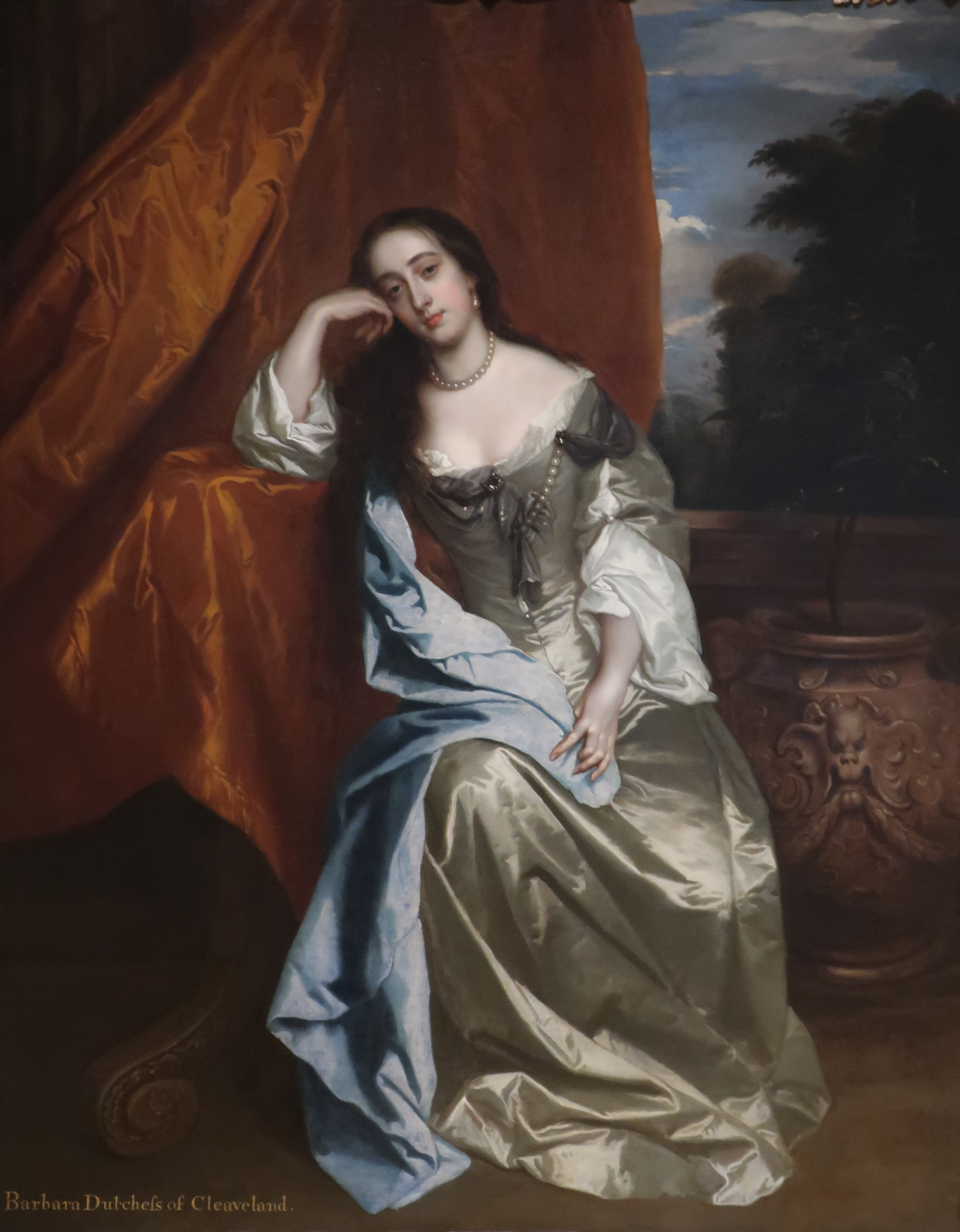
Barbara Villiers, porträtt av sir Peter Lely.

Barbara Villiers, grevinna av Castlemaine och hertiginna av Cleveland, född i november 1640, död 9 oktober 1709, var en engelsk hovdam, mätress till Karl II av England åren 1660–1673. 
Barbara Villiers hade under sin tid som mätress så stort inflytande att hon kallades "Englands okrönta drottning". Hon var känd för sin stora skönhet men också för sin extravagans och girighet och kallades av John Evelyn för "nationens förbannelse".

## Biografi
Barbara Villiers var dotter till William Villiers, 2:e viscount Grandison, och Mary Bayning, och sondotter till sir Edward Villiers. Hennes far avled i engelska inbördeskriget 1643, och hennes mor gifte om sig med sin framlidne makes kusin Charles Villiers, 2:e earl av Anglesey. 
Hon gifte sig 14 april 1659 med Robert Palmer, 1:e earl av Castlemaine. Paret separerade 1662, strax efter det hon fött en son, men skilde sig aldrig. Hon konverterade till katolicismen år 1663. 

### Mätress
Barbara Villiers och hennes familj var rojalister och reste 1660 till den blivande Karl II av England, som levde i exil i Nederländerna. Villiers och Karl inledde där ett förhållande, och Karl gav hennes make titeln earl av Castlemaine. 
Förhållandet fortsatte då Karl blivit kung vid sin återkomst till England 1661, och 1662 utnämndes hon till hovdam hos Karls drottning, Katarina av Braganza. Villiers och drottningen ska bakom lyckta dörrar ofta ha varit inblandade i gräl. Barbara Villiers hade ett stort men växlande inflytande över Karl II. Karl II gav henne 1670 titlarna grevinna av Castlemaine och hertiginna av Cleveland i eget namn och utan att ge dem till hennes make, men hon kallades allmänt lady Castlemaine. 
Hon utnyttjade flitigt sitt inflytande över monarken för egna ändamål både politiskt och ekonomiskt. Hon stödde krigsförklaringen mot Nederländerna 1665, och intrigerade för att avsätta Edward Hyde, 1:e earl av Clarendon, som också blev avsatt 1667. Hon tog för sig av kungens egen kassa och accepterade mutor från utlandet. Som person beskrivs hon som hånfull och intrigant men också som godhjärtad, när det passade henne. Både Karl II och Villiers själv hade förhållanden parallellt: hon bland annat med sin kusin, John Churchill, hertig av Marlborough. 

### Senare liv
År 1673 införde parlamentet en lag som förbjöd katoliker att inneha ämbeten i England. Detta gjorde att Barbara Villiers förlorade sitt ämbete som hovdam hos drottningen, något som ledde till att Karl II avslutade förhållandet med henne och förvisade henne från hovet. 
Hon levde i Frankrike från 1676 till 1680, men återvände sedan till England och försonades med Karl, med vilken hon sedan hade en vänskapsrelation till hans död. Hon hade flera uppmärksammade kärleksförhållanden, och gifte 1702 om sig med äventyraren Robert Fielding. 
Villiers avled, 68 år gammal, av vattusot.

## Barn
Tillsammans med Karl II fick hon sex barn:
1. Anne Palmer (1661–1722)
2. Charles Fitzroy, 2:e hertig av Cleveland (1662–1730)
3. Henry Fitzroy, 1:e hertig av Grafton (1663–1690)
4. Charlotte Fitzroy (1664–1718)
5. George Fitzroy, 1:e hertig av Northumberland (1665–1716)
6. Barbara Fitzroy (1672–1737; kungen erkände henne som sin dotter, men det är troligtvis John Churchill som var hennes far.)